# Sebastião de Magalhães Lima
Pour les articles homonymes, voir Magalhães et Lima (homonymie).
Sebastião de Magalhães Lima, né le 30 mai 1850 à Rio de Janeiro et mort le 7 décembre 1928 à Lisbonne, est un journaliste, essayiste et personnalité politique et maçonnique portugaise.

## Biographie
Le 8 juin 1880 il a fondé le journal O Século. Après la chute du roi Manuel II, lors des élections du premier président de la république en 1911, qui ont vu l'élection de Manuel de Arriaga, il a eu une voix; après le coup d'État du 14 mai 1915 au Portugal, il devient ministre de l'éducation.
Membre de la franc-maçonnerie portugaise, il est le 12e président du conseil de l'ordre du  Grand Orient lusitanien de 1906 a 1907, en 1907 il en est élu grand maître, ainsi que souverain grand commandeur du Suprême Conseil du Rite écossais ancien et accepté, fonctions auxquelles il sera régulièrement réélu jusqu'à sa mort, il est aussi le premier président de la Ligue universelle des francs-maçons,.

## Publications
En plus d'un vaste travail réparti sur plusieurs périodiques et brochures, il est l'auteur de nombreuses monographies, comme O Livro da Paz, Lisbonne, Antiga Casa Bertrand, 1895 , Paz e arbitragem, Lisbonne, Secção editorial da Companhia nacional editora, 1897, O Federalismo, 1898, Da monarquia à república: história da implantação da república em Portugal, 1910.